# Escuelas Públicas del Condado de Anne Arundel
Las Escuelas Públicas del Condado de Anne Arundel (Anne Arundel County Public Schools, AACPS) es un distrito escolar de Maryland. El distrito sirve el condado de Anne Arundel. Tiene su sede en Parole, un lugar designado por el censo cerca de Annapolis. Gestiona 125 escuelas. Tiene más de 5.662 maestros/profesores y aproximadamente 77.770 estudiantes.